# Psychotria unicarinata
Psychotria unicarinata là một loài thực vật có hoa trong họ Thiến thảo. Loài này được (Fosberg) A.C.Sm. & S.P.Darwin miêu tả khoa học đầu tiên năm 1988.